# Efebo de Subiaco
El Efebo de Subiaco (o el joven de Subiaco , en italiano: Efebo subliacense) es una escultura de un hombre joven adolescente encontrada en la Villa Sublaquensis de Nerón en Subiaco (la Sublaqueum romana) en el valle superior del río Aniene, Lazio, Italia. 
El mármol sin cabeza es una copia de un bronce griego perdido, como lo demuestra un extraño apoyo en forma de tronco de árbol y "el fracaso del conjunto de la silueta, deformada para mantenerla dentro de los límites de un solo bloque de piedra", como observa Rhys Carpenter ; es improbable que sea posterior a Neron, debido a la ubicación donde fue encontrado. La fecha del original en bronce que copia es refutada. En el momento de su hallazgo August Kalkmann dio una fecha aproximada de comienzos del siglo V a. C. pero antes de la Segunda Guerra Mundial, la opinión general la situaba a finales del siglo IV a. C. en el giro hacia el estilo helenístico, a lo que Rhys Carpenter se opuso, sugieriedo en cambio los años 60 o 70 del siglo quinto. Brunilde Sismondo Ridgway, en una nueva datación radical de la historia de la escultura griega, la ha colocado entre las obras clasicistas del siglo I a. C.
El atleta se muestra en medio de un paso, en una convención arcaica de la carrera. Su brazo izquierdo, ahora desaparecido, una vez le rozó la rodilla derecha. Su brazo derecho se extiende hacia arriba y adelante. Sus pierna derecha avanza con una rodilla doblada. La rodilla izquierda no toca el suelo, ni soporta el peso de su torso torcido violentamente: Carpenter lo comparó con la mitad inferior de Nióbides tropezando.
La escultura se conserva en el Palacio Massimo alle Terme, junto a las Termas de Diocleciano de Roma.
Copias
Una copia en mármol, realizada por Eugène Désiré Piron en 1905, se conserva en la ENSBA de París.
Existe una copia en la contrada Sant´Angelo al borde de la carretera estatal SS411 en Subiaco. Allí fue encontrado en 1883, durante las excavaciones de la Villa de Nerón, en la margen izquierda del río Aniene. (41°55′36″N 13°4′40″E / 41.92667, 13.07778)
Curiosidades
Jean Louis Curtis escribió una novela titulada L'Éphebe de Subiaco, a partir de la cual Philippe de Broca rodó en 1972 la película Chère Louise, protagonizada por Jeanne Moreau y presentada en castellano con el título de Pecados de otoño.